# Richard Erskine Frere Leakey
Richard Erskine Frere Leakey (anglès: Richard Leakey)  (Nairobi, 19 de desembre de 1944 - Nairobi, 2 de gener de 2022) va ser un paleontòleg, arqueòleg, ecologista i polític kenyà. Era el segon dels tres fills dels arqueòlegs Louis Leakey i Mary Leakey. Va deixar la secundària i va descobrir el seu amor per la paleontologia quan va liderar una expedició a un lloc de fòssils que havia descobert mentre volava. Frustrat per la falta de reconeixement que va rebre pels seus descobriments a causa de la falta de credencials científiques, Leakey va viatjar a Anglaterra per acabar els seus estudis secundaris. Tot i això, després de sis mesos, va tornar a la seva llar per continuar amb els seus safaris. És per això que mai va completar la secundària.

## Biografia

### Els primers anys
Richard Erskine Frere Leakey va néixer el 19 de desembre de 1944 a Nairobi. De petit, Leakey va viure a Nairobi amb els seus pares: Louis Leakey, conservador del Museu de Coryndon, i Mary Leakey, directora de les excavacions de Leakey a Olduvai, i els seus dos germans, Jonathan i Philip. Els germans Leakey van tenir una infància molt activa. Tots els nois tenien ponis i pertanyien al Langata Pony Club. De vegades, tot el club era convidat a casa dels Leakey per vacances. Els pares de Leakey van fundar el Dalmatian Club of East Africa i van guanyar un premi el 1957. Els gossos i moltes altres mascotes compartien la casa de Leakey. Els nois Leakey van participar en jocs dirigits tant per adults com per nens, en els quals intentaven imitar els primers humans, capturant a mà la llebre primavera i els petits antílops al Serengeti.

### Crani fracturat
El 1956, amb onze anys, Leakey va caure del seu cavall, es va fracturar el crani i de resultes, gairebé mor. Per cert, va ser aquest incident el que va salvar el matrimoni dels seus pares. Louis estava pensant seriosament en deixar Mary per la seva secretària, Rosalie Osborn. Mentre la batalla amb Mary esclatava a la casa, Leakey va suplicar al seu pare des del seu llit de malalt que no marxés. Aquest va ser el factor decisiu. Louis va trencar amb Rosalie i la família va viure en feliç harmonia durant uns anys més.

### Emprenedor adolescent
Leakey va optar per mantenir-se, va demanar prestat 500 lliures als seus pares per a un Land Rover i es va dedicar al negoci de trampeig i subministrament d'esquelets amb Kamoya Kimeu. Ja era un genet hàbil, un aficionat a l'aire lliure, un mecànic de Land Rover, un arqueòleg aficionat i un líder d'expedició, va aprendre a identificar els ossos, habilitats que apuntaven a un camí que encara no volia seguir, simplement perquè el seu pare hi anava.
El negoci dels ossos es va convertir en un negoci dels safaris el 1961. El 1962, va obtenir una llicència de pilot privat i va fer visites al congost d'Olduvai. Va ser a partir d'una enquesta aèria casual que va assenyalar el potencial de les costes del llac Natron per a la paleontologia. Va anar a buscar fòssils en un Land Rover, però no en va trobar cap, fins que els seus pares van demanar a Glynn Isaac que l'acompanyés. Louis va quedar tan impressionat amb les seves troballes que va donar diners a la National Geographic Society per a l'expedició d'un mes. Van explorar els voltants de Peninj, prop del llac, on Leakey s'encarregava dels detalls administratius. Avorrit, va tornar a Nairobi temporalment, però en aquell moment, Kamoya Kimeu va descobrir un fòssil de Paranthropus boisei. Una segona expedició va deixar a Leakey la sensació que estava sent exclòs de la part més important de l'operació, l'anàlisi científica.

### Matrimoni
El 1964, en la seva segona expedició al llac Natron, Leakey va conèixer una arqueòloga anomenada Margaret Cropper. Quan Margaret va tornar a Anglaterra, Leakey va decidir seguir el seu exemple per estudiar i conèixer-la millor. Va completar els requisits de batxillerat en sis mesos; mentrestant Margaret es va llicenciar a la Universitat d'Edimburg. Ell va aprovar les proves d'accés a la universitat, però el 1965 ell i la Margaret van decidir casar-se i tornar a Kenya. El seu pare li va oferir una feina al Centre de Prehistòria i Paleontologia. Va treballar excavant al llac Baringo i va continuar el seu negoci de safari fotogràfic, guanyant prou diners per comprar una casa a Karen, un agradable suburbi de Nairobi. La seva filla Anna va néixer el 1969, el mateix any que Leakey i Margaret es van divorciar. Es va casar amb la seva col·lega Meave Leakey el 1970 i van tenir dues filles, Louise (nascuda el 1972) i Samira (1974).

## Vida de paleoantropòleg
Leakey va començar la seva carrera seguint els passos dels seus pares, amb descobriments de fòssils d'homínids a l'Àfrica Oriental.
Richard va formar el Kenya Museum Associates (ara Kenya Museum Society) amb influents kenyans el 1955. Tenien l'objectiu de "kenyanitzar" i millorar el Museu Nacional. Van oferir al museu 5.000 lliures esterlines, un terç del seu pressupost anual, si col·locava a Leakey en una posició responsable, i es va convertir en observador de la junta directiva. Joel Ojal, el funcionari del govern a càrrec del museu i membre dels Associats, va ordenar al president de la junta que comencés a col·locar-hi els kenyans.

### L'Omo
Els plans per al museu no havien madurat quan Louis, intencionadament o no, va trobar la manera de treure el seu fill de confrontació de l'escena. Louis va assistir a un dinar amb l'emperador Haile Selassie i el president Jomo Kenyatta. La conversa es va centrar en fòssils, i l'emperador va voler saber per què no se n'havia trobat cap a Etiòpia. Louis va desenvolupar aquesta investigació sobre el permís d'excavació al riu Omo.
L'expedició constava de tres contingents: francesos, sota les ordres de Camille Arambourg, nord-americans, sota el comandament de F. Clark Howell, i kenyans, dirigits per Richard. Louis no va poder anar a causa de la seva artritis. Creuant l'Omo el 1967, el contingent de Leakey va ser atacat per cocodrils, que van destruir el seu vaixell de fusta. Els membres de l'expedició amb prou feines van escapar amb vida. Richard va trucar a Louis per radio per un vaixell nou d'alumini, que la National Geographic Society estava encantada de subministrar.
Al lloc, Kamoya Kimeu va trobar un fòssil d'homínids. Leakey va considerar que era Homo erectus, però Louis el va identificar com Homo sapiens. Va ser la més antiga de les espècies trobades en aquell moment, datada de 160.000 anys, i va ser la primera troballa contemporània de l’Home de Neandertal. Durant el procés d'identificació, Leakey va arribar a sentir que els universitaris l'estaven patrocinant.

### Koobi Fora
Durant l'expedició Omo de 1967, Leakey va visitar Nairobi i en el vol de tornada el pilot va sobrevolar el llac Turkana per evitar una tempesta. El mapa va portar a Leakey a esperar una roca volcànica a sota seu, però va veure sediments. Visitant la regió amb Howell en helicòpter, va veure eines i fòssils per tot arreu. En la seva ment, va començar a formular una nova empresa.
El 1968 Louis i Richard van anar a una reunió del Comitè d'Investigació i Exploració de la National Geographic Society per demanar diners per a Omo. Atrapant Louis per sorpresa, Richard va demanar al comitè que desviés els 25.000 dòlars destinats a Omo a noves excavacions que es realitzarien sota el seu lideratge a Koobi Fora. Richard va guanyar, però el president Leonard Carmichael li va dir que seria millor que trobés alguna cosa o que no tornés a picar mai més a la seva porta. Louis va felicitar amablement en Richard.
En aquell moment, la junta del Museu Nacional estava plena de partidaris kenyans de Richard. El van nomenar director administratiu. El conservador, Robert Carcasson, va dimitir en protesta, i Leakey es va quedar amb el museu a les seves ordres, que ell, com Louis abans que ell, va utilitzar com a base d'operacions. Tot i que hi havia una rivalitat amistosa i contenció entre Louis i Richard, les relacions es van mantenir bones. Cadascú es va fer càrrec de l'altre quan un estava ocupat amb alguna cosa més o estava incapacitat, i Richard va continuar informant immediatament al seu pare de les troballes d'homínids.
En la primera expedició a la badia d'Allia al llac Turkana, on es va ubicar el campament de Koobi Fora, Leakey va contractar principalment investigadors joves. Entre els estudiants hi havia John Harris i Bernard Wood. També hi havia un equip d'africans sota Kamoya: un geoquímic, Paul Abel, i un fotògraf, Bob Campbell. Margaret era l'arqueòloga. A diferència del seu pare, Richard va dirigir un campament disciplinat i ordenat, tot i que, per trobar fòssils, va empènyer l'expedició més del que volia.
L'any 1969 el descobriment d'un crani de Paranthropus boisei va provocar una gran trasbals. Un crani d’Homo rudolfensis (KNM ER 1470) i un crani d'Homo erectus (KNM ER 3733), descoberts el 1972 i el 1975, respectivament, es trobaven entre les troballes més significatives de les expedicions anteriors de Leakey. El 1978 es va descobrir un crani intacte d'Homo erectus (KNM ER 3883).
A Leakey se li va diagnosticar una malaltia renal terminal el 1969. Deu anys més tard va emmalaltir greument, però va rebre un trasplantament de ronyó del seu germà, Philip, i es va recuperar plenament.
Donald Johanson i Leakey tenien opinions diferents sobre l'evolució humana. Van mantenir un debat sobre Cronkite's Universe, un programa de tertúlies presentat per Walter Cronkite, el 1981.
Va transformar la comprensió de la diversitat dels avantpassats humans amb el fòssil trobat a Koobi Fora a la vora del llac Turkana, Kenya.

### Turkana Occidental

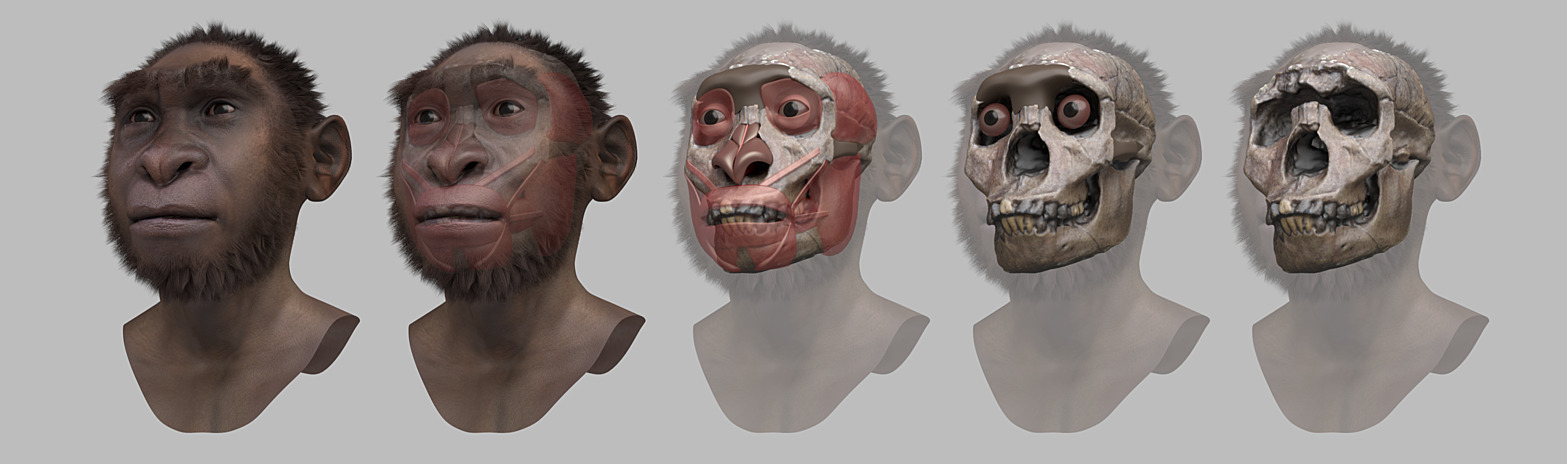
Turkana Boy: passos de reconstrucció/aproximació facial forense

El Nen de Turkana, descobert per Kamoya Kimeu, membre de l'equip dels Leakey, el 1984, era l'esquelet gairebé complet d'un Homo ergaster (tot i que alguns, inclòs Leakey, l'anomenen erectus) que va morir fa 1,6 milions d'anys als 12 anys. Leakey i Roger Lewin descriuen l'experiència d'aquesta troballa i la seva interpretació en el seu llibre Origins Reconsidered (1992). Poc després del descobriment de Turkana Boy, Leakey i el seu equip van fer el descobriment d'un crani (KNM WT 17000, conegut com "Black Skull") d'una nova espècie, Australopithecus aethiopicus (o Paranthropus aethiopicus).
Richard es va allunyar de la paleontologia el 1989, però la seva dona Meave Leakey i la seva filla Louise Leakey continuen realitzant investigacions paleontològiques al nord de Kenya.
Meave Leakey, va descobrir un nou homínid, el Kenyanthropus platyops (article publicat el 2001).

## Obres
- Origins (junt amb Roger Lewin) (Dutton, 1977)
- People of the Lake: Mankind and its Beginnings (junt amb Roger Lewin)(Anchor Press/Doubleday, 1978)
- Making of Mankind (La formació de la humanitat) - 1981.
- One Life: An Autobiography (Salem House, 1983)
- Origins Reconsidered (junt amb Roger Lewin)(Doubleday, 1992)
- The Origin of Humankind (Grupo Perseus Books, 1994)
- The Sixth Extinction (junt amb Roger Lewin) (Grupo Bantam Dell Pub, 1995)
- Wildlife Wars: My Battle to Save Kenya's Elephants (junt amb Virginia Morell) (St. Martin's Press, 2001)